# Eriochiton hoheriae
Eriochiton hoheriae är en insektsart som beskrevs av Hodgson 1994. Eriochiton hoheriae ingår i släktet Eriochiton och familjen filtsköldlöss. Inga underarter finns listade i Catalogue of Life.